# Явочный порядок
Явочный порядок — порядок реализации того или иного действия его фактическим исполнением с последующим уведомлением властей, без применения тех или иных бюрократических процедур. Противоположен разрешительному (концессионному) порядку.
При явочной системе для открытия общества или компании необходимо внести в соответствующее регистрационное учреждение заявление с указанием требуемых законом условий для данного рода обществ, иногда внести установленную пошлину. При разрешительной системе устав каждого общества рассматривается особо высшей местной или центральной властью, иногда даже в законодательном порядке.
При нормативно-явочном порядке для образования юридического лица согласие каких-либо третьих лиц, включая государственные органы, не требуется. Регистрирующий орган лишь проверяет, соответствует ли закону учредительный документ и соблюдён ли установленный порядок её образования.

## Примеры из истории
Петроградский совет рабочих и солдатских депутатов — коллегиальный представительный орган власти, созданный явочным порядком в Петрограде в первые дни Февральской революции и претендовавший на высшую власть не только в Петрограде, но и во всей России.